# Montgomery Burns
Charles Montgomery “Monty” Burns, de obicei referit ca Mr. Burns, este un poersonaj ficțional recurent în seria animată The Simpsons, a cărui voce este realizată de Harry Shearer și precedat de Christopher Collins. Burns este proprietarul centralei nucleare din Springfield și șeful lui Homer Simpson. Este însoțit în aproape toate momentele de către Waylon Smithers, ajutorul său loial și lingușitor, confident și admirator secret. 
Deși inițial conceput ca și un personaj răufăcător, uni-dimensional care ar putea ocazional să intre în viețile celor din familia Simpson și să creeze un fel de haos, popularitatea lui Burns a condus la includerea repetată în episoade. Este un stereotip al Americii corporatiste în dorința sa de a-și crește propria avere și putere, inabilitatea de a-și aminti numele angajaților (inclusiv Homer, în ciuda frecventelor interacțiuni – care a devenit un fel de glumă recurentă) și lipsa de griji pentru siguranța și bunăstarea lor. Reflectând vârsta sa înaintată, Burns este dăruit exprimării umorului învechit, făcând referire la cultura populară de dinainte de 1950, și aspirând să aplice tehnologie demodată vieții de zi cu zi.
Expresia marcantă a lui Burns este cuvântul “Excellent”, mormăit ușor cu o voce joasă, sinistră în timp ce își atinge buricele degetelor. Ocazional îi ordona lui Smithers să elibereze câinii, ca să își lase câinii vicioși să atace intrușii, inamicii, sau chiar invitații. Mr. Burns este cel mai bogat și puternic cetățean din Springfield (și de asemenea cea mai bogată persoană din statul în care se găsește Springfield; averea sa curentă, netă, a fost dată de Forbes ca fiind 1.3 miliarde de dolari, deși fluctuează puternic în funcție de episod). Își folosește puterea și averea să facă tot ce dorește, de obicei fără a se gândi la consecințe și fără interferențe de la autorități. Aceste calități a determinat revista Wizard Magazine să îl claseze ca al 45–lea cel mai mare răufăcător din toate timpurile.

## Rol înThe Simpsons
Ca principal antagonist, Mr. Burns își petrece timpul în biroul său, la centrala nucleară, monitorizându-și angajații prin camere de supraveghere în circuit închis. La o vârstă fragedă, Burns și-a părăsit familia pentru a locui cu bunicul său, un miliardar sucit și fără inimă ce a avut în proprietate o moară de atomi în Shelbyville. A dus o viață privilegiată și se amuza prin rănirea muncitorilor imigranți. Burns a absolvit Universitatea Yale, unde a studiat atât știința cât și afacerile. La a 25-a reuniune a colegiului, s-a implicat romantic cu fiica unei vechi aventuri. Aceasta avea să îi poarte copilul, Larry Burns, care a fost dat spre adopție și avea să intre mai târziu în viața lui Burns, pentru o scurtă perioadă. Burns a fost logodit de cel puțin trei ori: cu o femeie cu numele de Gertrude ce a murit de singurătate și turbare, cu mama lui Marge Simpson, Jacqueline Bouvier,, și cu o servitoare numită Gloria. Burns s-a înrolat în armata Statelor Unite în timpul celui de-al doilea război mondial, și a servit ca membru al grupului Flying Hellfish din Springfield sub sergentul Abraham Simpson și a văzut acțiune în Ardennes în timpul bătaliei de la Bulge. Mai târziu a fost transferat la teatrul de război Pacific și a fost copilot alături de Abe Simpson și fratele său, Cyrus. Burns și Abe au fost doborâți de un kamikaze și blocați pe o insulă. La sfârșitul celui de-a doilea război mondial a fost angajat personal de președintele Harry S. Truman să transporte o bancnotă de un trilion de dolari special tipărită Europei ca și contribuție a Statelor Unite la reconstrucție. Ca cel mai bogat cetățean al Statelor Unite, Burns era considerat cel mai demn de încredere. Burns a dispărut cu bancnota și a păstrat-o în posesia sa mulți ani până când a fost pierdută lui Fidel Castro în „The Trouble with Trilions”. Burns a fost indicat o dată ca fiind homosexual, și are în biroul său o trapă pentru cadavre, pe care o referă calm ca tubul inocenței. În "Homer the Smithers", este dezvăluit ca mama lui Burns este vie la 122 de ani, deși lui Burns îi displace să vorbească cu ea, deoarece a avut o aventură cu președintele William Howard Taft.
Burns locuiește într-un conac vast și minuțios ornat pe o moșie imensă numită Burns Manor. Este protejat de un zid înalt, un gard electrificat și o haită de câini de pază cunoscuți ca „The Hounds”. Burns  supune cu regularitate Springfield și locuitorii săi abuzurilor sale, și ca rezultat, este antipatizat a locuitorilor întregului oraș. Burns a șantajat și a mituit diverși oficiali din Springfield, inclusiv primarul Quimby și inspectorii săi din domeniul nuclear nucleari. Și-a folosit averea să candideze fără succes la postul de guvernator al statului, ca să îi fie refuzată șansa din cauza lui Marge Simpson. La un moment dat a blocat soarele pentru a forța locuitorii orașului să folosească mai multă electricitate produsă de centrala sa nucleară și a fost prin urmare împușcat de Maggie.
Vârsta extrem de înaintată a lui Burns este o sursă frecventă de umor în serial. Este ocazional referit ca cel mai bătrân rezident, în Simpson and Delilah din sezonul 2 i-a spus lui Homer că are 81 de ani, deși în alte câteva episoade este arătat ca având 104. Când Smithers îl informează că PIN-ul cardului de credit este vârsta sa, Burns tastează patru cifre în răspuns. Numărul său de securitate socială este 000-00-0002, al doilea doar după președintele Roosevelt. Când Lisa Simpson își caută strămoșii din războiul civil, ea dă de un Mr. Burns în jurnal, presupus strămoș al lui Mr. Burns. Totuși când Lisa îl menționează lui MR. Burns, acesta răspunde zicând că nu a auzit numele tatălui său de mulți ani. În alte episoade, locul nașterii este aparent Pangea, imnul său național implică originea sa în Austro-Ungaria, și menționează posibilitatea unei actualizări cu referire la asediul asupra Khartoum, implicând că a fost conștient de evenimentele curente de prin 1884. În alte episoade, a instruit un funcționar de la poștă să trimită o telegramă consulatului Prusac în Siam, și crede ca cinci cenți vor cumpăra o friptură și o plăcintă cu rinichi, o ceașcă de cafea, o felie de prăjitură cu brânză și un ziar, cu destul rest rămas să meargă cu troleul din Battery Park până la Polo Grounds.
Starea mintală a lui Burns este subiect frecvent de glumă în serial. În unele momente, pare ca fiind complet înlăturat din realitate și concepțiile moderne. Eșuează în mod frecvent să îl recunoască pe Homer Simpson sau să își amintească numele acestuia, chiar dacă multe din evenimentele recente majore din viața lui Mr. Burns l-au implicat pe Homer într-un anume mod. Burns nu are, în cea mai mare parte, cunoștință de antipatia orășenilor față de el. De asemenea afișează maniere considerate demodate, cum ar fi practicarea frenologiei, scrierea cu un stilou pană, și folosirea unei camere de vedere antice pentru a face poze. Burns se referă la prezent la multe celebrități de la sfârșitul secolului 19 și începutul secolului 20 , presupunând că sunt în viață. În "Homer at the Bat", Burns îl instruiește pe Smithers să recrute jucători dintr-o vreme apusă, cum ar fi Honus Wagner și Cap Anson pentru echipa de softball a fabricii, și trebuie să i se spună că toți aceștia au murit cu ceva vreme în urmă. Totuși, în ciuda evidentei senilități și inaptitudini sociale, Mr. Burns este un afacerist extraordinar de deștept, din moment ce și-a pierdut averea de câteva ori,  doar să și-o redobândească într-o scurtă perioadă de timp. În episodul The Old Man and Lisa, Burns își pierde averea, și o redobândește prin deschiderea unei fabrici de reciclare, ceea ce îi permite să își recâștige centrala nucleară.
Burns este slab fizic, și deseori arătat ca având mai puțină putere decât un sugar. În "Rosebud" și "Who Shot Mr. Burns?", avea nevoie de foarte mult efort pentru a smulge lucrurile de la Maggie. Întâmpină dificultăți la efectuarea unor acțiuni simple ca strivirea unei insecte. A reușit aruncarea de deschidere a unui meci de baseball în "Dancin' Homer", dar a fost capabil să arunce mingea doar o mică distanță, ceea ce a atras râsete în batjocură din partea mulțimii. Similar, când Burns s-a alăturat lui Homer în echipa de bowling în Team Homer, era abia capabil să rostogolească mingea în jos pe pistă.
A avut de asemenea un ursuleț de pluș numit „Bobo” pe care l-a iubit în copilărie, dezvăluit în episodul "Rosebud". Animăluțul de pluș a fost pierdut și în cele din urmă a ajuns ca jucărie pentru Maggie. În "American History X-cellent", Burns este trimis la închisoare deoarece se afla în posesia unor tablouri furate. În același episod, a fost sugerat că a fost o dată în Schutzstaffel.

## Personajul

### Creare
Manierele, caracterul și înfățișarea lui Burns au la bază mai multe persoane. Creatorul  show-ului Matt Groening l-a creat în principiu pe Burns după profesorul său din liceu Mr. Bailey. Inspirându-se de la magnatul petrolului John D. Rockefeller, David Rockefeller și personajul de ficțiune Henry Potter din It's a Wonderful Life, Groening l-a făcut pe Burns întruchiparea lăcomiei corporatiste. Animatorul David Silverman a parodiat înfățișarea lui Burns după fondatorul Fox, Barry Diller, și i-a modelat corpul după înfățișarea unei insecte, călugărița.  Ideea de a citi numele angajaților de pe cartoane în "There's No Disgrace Like Home" a venit dintr-un articol despre Ronald Reagan pe care scriitorul Al Jean l-a citit. În unele episoade, paralele au fost trasate între Mr. Burns și magnați ca Howard Huges și, mai frecvent, caracterul ficțional Charles Foster Kane din Citizen Kane. Scriitorul George Meyer a preluat gestul „Excellent!” cu mâinile de la fostul său coleg de la Saturday Night Live, Jim Downey.  Deși poate neintenționat, manierismele și caracteristicile fizice ale lui Mr. Burns sunt citate ca un exemplu modern în Commedia dell'arte, în personajul  Pantalone.
Matt Groening a preluat numele mijlociu a lui Mr. Burns de la magazinul universal Montgomery Ward din Portland, districtul industrial nord-vest al Oregonului și numele din Burnside Street, o magistrală principală din Portland. Prenumele lui Burns fiind Charles este o referință la Charles Foster Kane. În scriptul pentru "There's No Disgrace Like Home", Al Jean și Mike Reiss l-au referit ca „Mr. Meanie”.
În al doilea sezon, scriitorii au început să scrie cu plăcere despre relația dintre Mr. Burns și Smithers, și adesea propuneau episoade cu aceștia în focus, dar multe nu s-au realizat niciodată.

### Voce

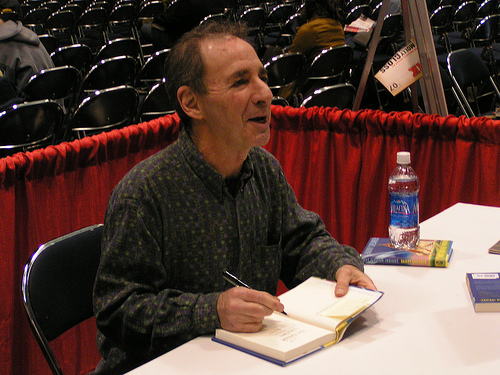
Harry Shearer și-a ajustat vocea pentru Burns inspirat de Lionel Barrymore și Ronald Reagan.

Vocea lui Burns a fost inițial realizată de actorul Christopher Collins în episodul "Homer's Odyssey". Acesta a fost repede înlocuit cu Harry Shearer, care a realizat vocea lui Burns de atunci. Acesta a modelat vocea după Lionel Barrymore și Ronald Reagan. Shearer este de asemenea vocea lui Smithers și este capabil să realizeze dialog între cele două caractere într-o singură înregistrare. Shearer a spus că Burns este cel mai dificil caracter pentru el deoarece este dur asupra corzilor sale vocale și adesea este nevoit să bea ceai și miere pentru a-și calma vocea. Îl descrie pe Burns ca fiind caracterul său favorit, spunând că îi place de Mr. Burns fiindcă este răutatea întruchipată.
Shearer este singurul dintre cele șase voci regulate din The Simpsons care nu a câștigat  Primetime Emmy Award for Outstanding Voice-Over Performance. Totuși a fost nominalizat la acest premiu în 2009 pentru prestația din episodul „The Burns and the Bees”, în care Mr. Burns este un caracter proeminent. A pierdut premiul în favoarea colegului său din The Simpsons, Dan Castellaneta.

## Opinii
În 2006, revista Wizard l-a evaluat pe Burns ca fiind al 45-lea răufăcător din toate timpurile. Într-un articol din 2007, Entertainment Weekly l-a numit pe Smithers al 16-lea cel mai grozav tovarăș din toate timpurile. I-au descris de asemenea pe Smithers și Burns ca fiind cel mai disfuncțional cuplu din televiziune. Într-un articol din 2003, EW a numit de asemenea  "Last Exit to Springfield" cel mai grozav episod din The Simpsons. Alte episoade care îl includ pe Burns s-au plasat pe listă, inclusiv "Rosebud" pe locul doi și episodul în două părți "Who Shot Mr. Burns?" pe locul 25. Vanity Fair a plasat "Rosebud" primul în lista lor a primelor 25 de episoade din The Simpsons.
Forbes estimează averea netă a lui Burns la 1.3 miliarde de dolari, plasându-l al 12-lea în lista Forbes Fictional 15 din 2008. Burns a fost pe listă din 1989 și a fost plasat pe 5 în 2005, al doilea în 2006 și al șaselea în 2007 când a fost estimat ca valorând 16.8 miliarde de dolari. second in 2006 and sixth in 2007 when he was estimated to be worth $16.8 billion.
Răutatea lui Burns l-a făcut un exemplu popular de șef teribil din televiziune. În 2000, firma de plasare Challenger, Gray & Christmas a eliberat un raport spunând că Burns a fost unul dintre cei opt cei mai răi șefi din televiziune.  News & Observer l-a numit pe Burns al treilea cel mai rău șef, numindu-l nemilos, lacom și excepțional de urât și zicând că Mr. Burns îl face pe Ebenezer Scrooge să pară drăguț.
În perioada alegerilor pentru funcția de primar a New York-ului, mai multe postere au apărut prin oraș, înfățișându-l pe Burns acompaniat de cuvintele „No Third Terms, Vote for Burns” (fără al treilea mandat, votați-l pe Burns) – o referință la candidatura primarului Michael Bloomberg fără precedent pentru al treilea mandat. Consiliul de alegeri al orașului a anunțat în decembrie că Burns a primit 27 de scrieri în voturi din 299 disponibile..